# خورخي إدواردو بيانكو
خورخي إدواردو بيانكو (بالإسبانية: Jorge Eduardo Bianco)‏ هو لاعب كرة قدم أرجنتيني، ولد في 28 أبريل 1956 في Villa Constitución ‏ في الأرجنتين. لعب مع روزاريو سنترال وريفر بليت.